# Karl Olsson (förläggare)
Karl Agnar Olsson, född 2 juli 1887 i Arvika, död 1 december 1948 i Bromma, var en svensk förläggare.
Karl Olsson var son till skräddarmästaren Anders Olsson. Efter avgångsexamen från Arvika lägre allmänna läroverk 1902 arbetade han bland annat vid Arvika orgelfabrik. Åren 1908–1909 studerade han vid Brunnsviks folkhögskola och blev därefter medarbetare vid Värmlands Folkblad. Olsson blev 1910 anställd vid Frams förlag, 1911 vid AB Ljus, 1914 vid Bokförlagsaktiebolaget Tiden och blev 1917 VD för förlaget. Han var från 1918 ledamot av Tidens bolagsstyrelsen, från 1928 ledamot av styrelsen för Fastighetsaktiebolaget Tiden och från 1929 för Tryckeriaktiebolaget tiden 1929. Från 1938 var Olsson ledamot av styrelsen för Svenska Förläggareföreningen.